# Vedea (gmina w okręgu Giurgiu)
Vedea – gmina w Rumunii, w okręgu Giurgiu. Obejmuje tylko jedną miejscowość Vedea. W 2011 roku liczyła 3108 mieszkańców. 